# Ciudad de Jocotitlán
Ciudad de Jocotitlán  är en ort i Mexiko, och administrativ huvudort i kommunen Jocotitlán i den nordvästra delen av delstaten Mexiko. Orten grundades under namnet Xocotitlán år 1540 av spanjorerna. Ciudad de Jocotitlán hade 7 575 invånare vid folkräkningen 2010.